# بولدر ۸۴۸۹
سیارک ۸۴۸۹ (به انگلیسی: 8489 Boulder، نامگذاری:1989TA3) هشت هزار و چهارصد و هشتاد و نهمین سیارک کشف شده‌است که در ۷ اکتبر ۱۹۸۹ کشف شد.
قدر مطلق سیارک برابر ۱۳٫۶۰ است.